# Trochulus
Trochulus is een geslacht van weekdieren uit de klasse van de Gastropoda (slakken).

## Soorten
- Trochulus alpicola (Eder, 1921)
- Trochulus ataxiacus (Fagot, 1883)
- Trochulus caelatus (S. Studer, 1820)
- Trochulus clandestinus (W. Hartmann, 1821)
- Trochulus coelomphala (Locard, 1888)
- Trochulus graminicola (Falkner, 1973)
- Trochulus hispidus (Linnaeus, 1758) = Gewone haarslak
- Trochulus montanus (S. Studer, 1820)
- Trochulus phorochaetia (Bourguignat, 1864)
- Trochulus piccardi M. Pfenninger & A. Pfenninger, 2005
- Trochulus plebeius (Draparnaud, 1805)
- Trochulus sericeus (Draparnaud, 1801)
- Trochulus striolatus (C. Pfeiffer, 1828) = Rosse haarslak
- Trochulus suberectus (Clessin, 1878)
- Trochulus villosulus (Rossmässler, 1838)
- Trochulus villosus (Draparnaud, 1805)

Niet geaccepteerde soorten:
- Trochulus biconicus (Eder, 1917) → Raeticella biconica (Eder, 1917)
- Trochulus erjaveci (Brusina, 1870) → Xerocampylaea erjaveci (Brusina, 1870)
- Trochulus lubomirskii (Ślósarski, 1881) → Plicuteria lubomirskii (Ślósarski, 1881)
- Trochulus oreinos (A. J. Wagner, 1915) → Noricella oreinos (A. J. Wagner, 1915)
- Trochulus unidentatus (Draparnaud, 1805) → Petasina unidentata (Draparnaud, 1805)
- Trochulus waldemari (A. J. Wagner, 1912) → Xerocampylaea waldemari (A. J. Wagner, 1912)